# Bandera de Vilaplana
La bandera oficial de Vilaplana té la següent descripció:
Bandera apaïsada, de proporcions dos d'alt per tres de llarg, tricolor horitzontal blanc, vermell i verd fosc.
Va ser aprovada el 16 de novembre de 2010 i publicada en el DOGC el 30 de novembre del mateix any amb el número 5766.
La faixa blanca i la verda es corresponen amb els esmalts del camper de l'escut heràldic municipal oficialitzat i la faixa vermella representa la vila present en aquest.